# Збройні сили Сан-Марино

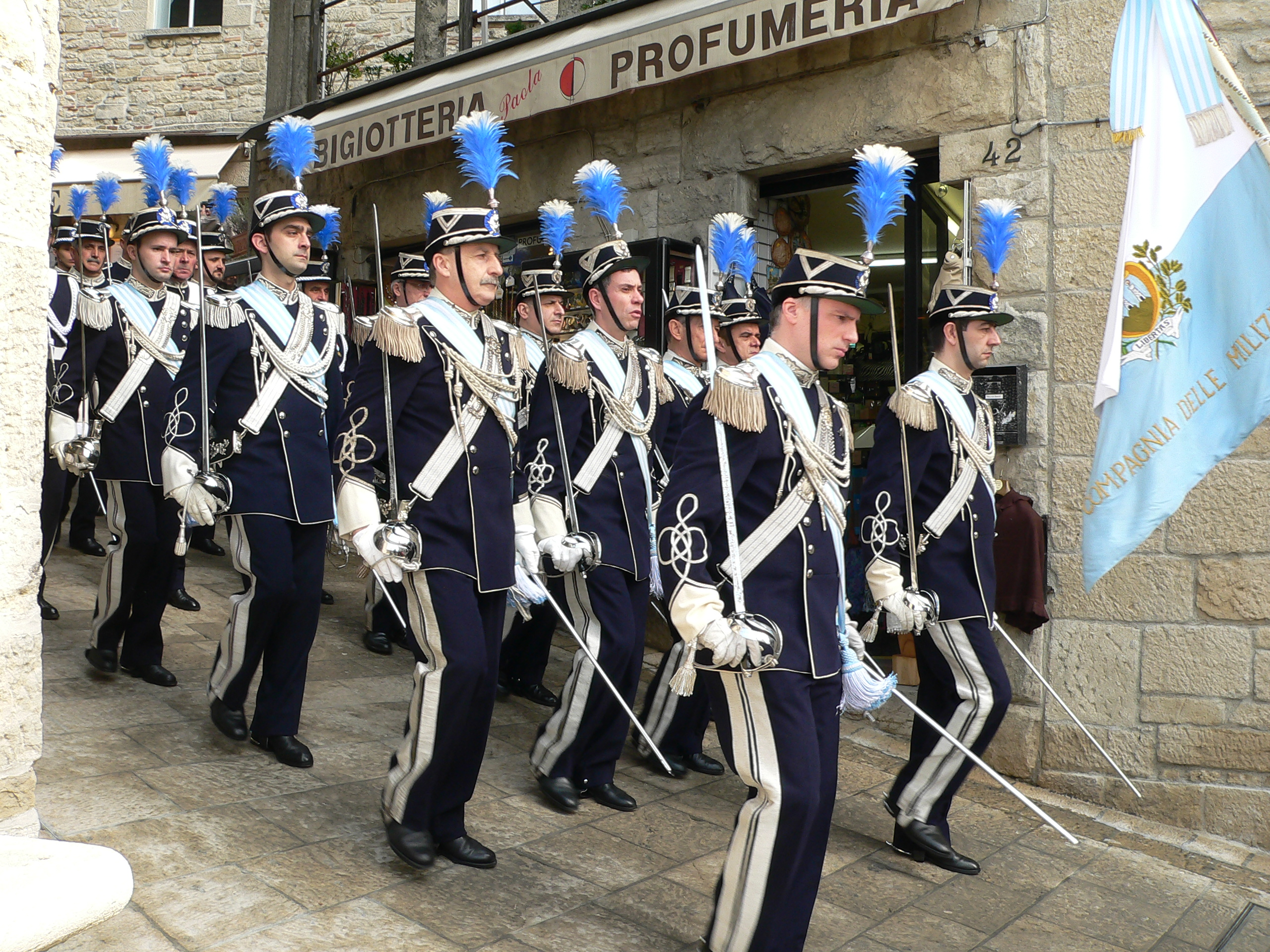
Парад Збройних сил Сан-Марино

Збройні сили Республіки Сан-Марино (італ. Forze armate e di polizia sammarinesi) — складаються з постійного контингенту в 75-100 осіб.
Основний склад збройних сил держави задіяний у церемоніальних заходах, пов'язаних з національними святами і дипломатичними зустрічами іноземних урядових делегацій.
Обов'язкової військової повинності немає, але всі громадяни від 16 до 55 років можуть призиватися або добровільно вступати в особливі військові підрозділи. Витрати на армію, закладені в бюджеті країни і становлять 700 000 доларів США (за даними 2001 р.).